# جنگل‌های مخلوط خزان‌دار و سوزنی‌برگ آناتولی
جنگل‌های مخلوط سوزنی‌برگ و برگ‌ریز آناتولی (به ترکی استانبولی: Anatolian conifer and deciduous mixed forests) یک منطقهٔ مسکونی و جنگل در ترکیه است.